# Arvid Lindman
Salomon Arvid Achates Lindman (Österbybruk, 19 de Setembro de 1862 — Londres, 9 de Dezembro de 1936) foi um político da Suécia, contra-almirante e industrial. Político conservador que serviu como primeiro-ministro da Suécia de 1906 a 1911 e novamente de 1928 a 1930.
Foi o líder da União Eleitoral Geral conservadora (Allmänna valmansförbundet) entre 1912 e 1935, bem como líder da Lantmanna-och borgarepartiet (um partido membro da União Eleitoral Geral) de 1913 a 1935, exceto por um curto período durante 1917 quando atuou como Ministro das Relações Exteriores.
Seus dois mandatos como primeiro-ministro, de 1906 a 1911 e de 1928 a 1930, abrangeram a introdução do parlamentarismo e do sufrágio universal. Lindman casou-se com Annie Almström em 1888, com quem teve três filhos.

## Biografia
Arvid Lindman nasceu em Österbybruk, Suécia, filho do diretor-gerente Achates Lindman e Ebba Dahlgren. Sua carreira como oficial da marinha de 1882 a 1892 atingiu o auge em 1907, quando foi nomeado contra-almirante na reserva naval. Durante sua carreira política, ele ficou conhecido principalmente como "o Almirante". Lindman foi CEO da Iggesunds Bruk de 1892 a 1903 e da Strömbacka bruks AB entre 1903 e 1923. Em 1904, ele também se tornou Diretor-geral da Televerket.
Em 1902, ele recusou o cargo de Ministro das Finanças no segundo gabinete de Boström, mas começou uma carreira política em 1905, quando se tornou Ministro dos Assuntos Navais (da Marinha e da Artilharia Costeira) no amplo gabinete de Lundeberg e membro da Primeira câmara - Riksdag.
De Staaff liberal gabinete tinha a esperança de instaurar o sufrágio completa para todos os cidadãos do sexo masculino, com o apoio implícito para o sufrágio das mulheres, bem como, durante a proposta, Lindman foi nomeado primeiro-ministro à frente de um governo conservador moderado. Por meio de grande habilidade política, Lindman conseguiu decretar o sufrágio universal para os cidadãos do sexo masculino de acordo com o princípio da "dupla proporcionalidade" - em ambas as câmaras do parlamento - em 1907-1909. Seu governo de seis anos supervisionou uma série de reformas nas áreas da indústria, escolas e políticas sociais. Um comitê de defesa foi nomeado, decisões foram tomadas para fortalecer a marinha e a posição internacional da Suécia foi confirmada nos acordos nórdicos e do mar Báltico. A oposição política e econômica resultou na greve geral de 1909, mas a greve falhou e o governo de Lindman foi autorizado a permanecer no poder, ostensivamente apoiado pelo rei.
O sufrágio alargado e a representação proporcional (segundo o método d'Hondt) preservaram a direita como força parlamentar, mas contribuíram para o sucesso da coligação de esquerda, quando os liberais e os social-democratas venceram as eleições para a segunda câmara em 1911. Lindman foi transferido para a segunda câmara, onde foi presidente do direito da segunda câmara entre 1912 e 1935, com uma interrupção em 1917, quando se tornou ministro das Relações Exteriores no gabinete de Swartz. Como um político de extrema direita, ele aconselhou o rei sobre a criação dos gabinetes Hammarskjöld e Swartz, com o objetivo de bloquear o líder conservador mais obstinado da direita da primeira câmara, Ernst Trygger.
Durante os anos 1913-35, Lindman foi presidente da organização nacional dos partidos de direita, a União Eleitoral Geral - a antecessora do atual Partido Moderado - e como tal foi uma força motriz nos trabalhos de modernização da organização partidária, especialmente após a mudança constitucional em 1918, que instituiu o sufrágio universal masculino. Entre outras inovações, ele alugou um avião para levá-lo em viagens de palestras pelo país e apresentou o cartaz político. O GEU perdeu seu status de maior partido em 1917 para os sociais-democratas, que o manteve desde então (com apoio quase igual para os partidos nas eleições gerais de 2010) A representação proporcional, no entanto, conseguiu sustentar um apoio considerável, embora superada tanto pelos liberais quanto pelos social-democratas; com os constituintes de um único membro promovidos pelos liberais de Staaff, provavelmente toda a influência diminuiu.
Depois de uma campanha eleitoral muito disputada em 1928, quando os social-democratas formaram uma coalizão polêmica com alguns comunistas e sofreram grandes perdas nas eleições, Lindman formou um governo de direita em minoria, depois dos liberais e dos Livres (pró-Proibição liberais) rejeitaram o pedido do rei de um governo de maioria de centro-direita mais amplo. Entre as coisas que este governo fez, a convocação de uma conferência sobre paz no local de trabalho (uma iniciativa para tentar acabar com as greves e bloqueios frequentes) em 1928, vale a pena mencionar. O governo renunciou em 1930 depois que os Livres e os Social-democratas bloquearam a proposta de aumento do imposto alfandegário sobre os grãos, cujo objetivo era o fortalecimento do setor agrário. Nenhum partido ou sindicato comandava a maioria, o que tornou os anos 1920 e o início dos anos 1930 notoriamente turbulentos.
Lindman era um tipo moderno de líder partidário que, com envolvimento e eloquência, se voltava diretamente para os eleitores. Tanto como industrial quanto como político, ele era enérgico e voltado para os objetivos. Ele era um conservador pragmático sem perder seus princípios e um mediador político eficaz da paz, que buscava uma política de compromisso com seus adversários.
Lindman renunciou ao cargo de líder do partido em favor do jovem acadêmico e professor Gösta Bagge em 1935.
Lindman morreu em um acidente de avião em 9 de dezembro de 1936, quando o Douglas DC-2 no qual ele viajava colidiu com casas perto do aeroporto de Croydon logo após decolar em meio a uma névoa espessa.